# Virginio Levati
Virginio Levati (* 17. November 1944 in Tribiano, Italien) ist ein ehemaliger italienischer Radsportler.

## Sportliche Laufbahn
Levati begann seine Radsportkarriere mit dem Eintritt in den Sportverein Lacanevari von Paullo, nahe seiner Geburtsstadt Tribiano in der Lombardei. Als 15-jähriger Nachwuchsfahrer gewann er die Trofeo Marzotti von Brugherio, es folgten weitere Siege bei lokalen Rennen. In der Amateurklasse machte Levati erstmals 1967 auf sich aufmerksam, als er unter anderem den Piccolo Giro di Lombardia und den Giro der drei Provinzen gewann. 1968 war er Mitglied der italienischen Nationalmannschaft bei dem Dreiländer-Etappenrennen Internationale Friedensfahrt. Er gewann eine Etappe und wurde in der Gesamteinzelwertung als bester seines Teams 35.
1969 unterschrieb Levati einen Profivertrag beim italienischen Radsportteam Sagit. Sein erstes Rennen als Berufsfahrer bestritt er bei der Piemont-Rundfahrt, einem Eintagesrennen, das er als 95. von 105 Gewerteten beendete. Bei seiner ersten Teilnahme am Giro d’Italia wurde er 1969 74. unter 81 Platzierten. Noch schlechter war das Ergebnis beim Giro 1970, denn Levati erreichte nur den letzten Platz. Beim Giro 1972 erreichte er zwar auf der ersten Etappe mit Platz acht einen Achtungserfolg, schied aber später aus dem Rennen aus. Ebenfalls schied er vorzeitig bei der Tour de France 1971 aus. Einen seiner wenigen Siege als Profi bei einem bedeutenden Rennen erreichte Levati 1971 beim Coppa Bernocchi, einem traditionsreichen Radrennen in der Lombardei. Seine letzte Profisaison absolvierte er als Fahrer des italienischen Radsportteams Zonca, in der er sich neben dem Giro auch beim Eintagesrennen Mailand–Turin beteiligte. Er beendete das Rennen als 91. unter 96 platzierten Fahrern.